# 綿從
貝勒綿從（1772年3月19日—1791年8月13日），果簡郡王永瑹第一子，母側室田氏，其父為田二存，果親王系第四代。
他在乾隆三十七年二月（1772年）出生，乾隆五十五年十一月（1790年）接替父親成為果親王第四代，但因為果親王並非世襲罔替的爵位，因此他的封爵只是郡王。
乾隆五十六年七月（1791年）他去世，虛齡二十岁，由于无子，由堂弟綿律襲封果親王系第五代。